# 福尔马扎
福尔马扎（義大利語：Formazza），是意大利韦尔巴诺-库西亚-奥索拉省的一个市镇。总面积131平方公里，人口438人，人口密度3.3人/平方公里（2009年）。ISTAT代码为103031。